# Maurice-Marie-Joseph Gauthier
Maurice-Marie-Joseph Gauthier, francoski general, * 1887, † 1950.
Bil je šef osebja tretjega vojaškega korpusa prve armade od 09/02/39 do 05/10/40.